# Hugo Henrique Assis do Nascimento
Hugo Henrique Assis do Nascimento (* 27. Oktober 1980 in Rio de Janeiro) ist ein ehemaliger brasilianischer Fußballspieler.

## Karriere
Hugo begann seine Karriere bei Athletico Paranaense und spielte unter anderem auch bei FC São Paulo, CR Flamengo und EC Juventude. 2004 wechselte er zum japanischen Erstligisten Tokyo Verdy. 2004 gewann er mit dem Verein den Kaiserpokal. 2005 kehrte er nach Brasilien zurück. Hier unterschrieb er einen Vertrag bei SC Corinthians. Mit dem Verein wurde er 2005 brasilianischer Meister. 2006 wechselte er zu Grêmio FBPA nach Porto Alegre. 2006 wurde er mit dem Verein Tabellendritter der Campeonato Brasileiro. Von 2007 bis 2009 war er bei FC São Paulo unter Vertrag. Mit dem Verein wurde er 2007 und 2008 brasilianischer Meister. 2010 wechselte er zu al-Wahda (Abu Dhabi). 2011 gewann er mit dem Verein den UAE Arabian Gulf Super Cup. 2012 kehrte er nach Brasilien zurück. Danach spielte er bei Sport Recife, Goiás EC und EC Vitória.

## Erfolge
Tokyo Verdy
- Japanischer Pokalsieger: 2004

SC Corinthians
- Brasilianischer Meister: 2005

FC São Paulo
- Brasilianischer Meister: 2007, 2008

Grêmio
- Staatsmeisterschaft von Rio Grande do Sul: 2010

al-Wahda
- UAE Arabian Gulf Super Cup: 2011